# Esther Peter-Davis
Esther Peter-Davis, née le 11 septembre 1932 à Strasbourg et décédée le 8 octobre 2022 dans la même ville, est une militante pacifiste française. 
Elle a joué un rôle déterminant dans le développement du mouvement antinucléaire en France, et dans le développement d'organisations transfrontalières pour la défense des droits humains et d'un environnement sain.

## Biographie
En 1963, Esther Peter s'est mariée à Garry Davis, le fondateur en 1948 du mouvement des Citoyens du Monde.

### Actions
En 1960, Esther Peter-Davis s'oppose aux essais nucléaire militaires dans le Sahara.
En 1970, elle réside avec sa famille, incluant quatre enfants à proximité (38 km à vol d'oiseau) de la centrale nucléaire de Fessenheim en début de construction. Elle se questionne sur les effets potentiels à long terme de cette nouvelle technologie en zones densément peuplées. Face à face, deux réalités pour elle : l'optimisme affiché des scientifiques parlant au nom d'EDF, contrastant avec le déficit d'informations objectives sur les effets potentiels sanitaires, ou de sinistres, sur la population. Selon elle, le discours officiel donnait un portrait partiel, puisque les risques potentiels de cette technologie, intolérante à l'erreur, étaient réellement inconnus, et la question des déchets radioactifs éludée ou transmise aux générations futures… Initialement sans préjugé contre la jeune technologie, son questionnement sans réponse satisfaisante l'amène, ainsi que nombre de personnes en Alsace, à la conclusion que la menace prolongée de risques catastrophiques pour la santé humaine, et pour les écosystèmes dont la vie dépend, est un lourd prix à payer pour la production d'électricité. Elle devient, sur cette base, l'une des pionnières du mouvement antinucléaire en France, publiant avec Annick Albrecht et Francoise Bucher un magazine déterminant dans la compréhension citoyenne de l’époque, d'enjeux dont les spécialistes officiels du nucléaire civil ne parlaient pas, ou ne parlaient qu'en bien,.
Cofondatrice des Amis de la Terre et des Verts.
Elle adapte en 1985 l'écoconseil au contexte français à partir d'une expérience allemande et fonde en 1987 ECO-Conseil, Institut Européen pour le Conseil en Environnement, dont le siège est à Strasbourg.
Elle fut présidente-fondatrice du « Réseau européen de coopération scientifique et technique pour le Conseil en environnement » ainsi que de la « Région laboratoire du développement durable ».

## Récompenses et distinctions
- 1989 : Lauréate du Prix de la Fondation Alsace " Rhin-novation "[9]
- 1991 : Ordre national du Mérite
- 1991 : Prix français de bonne gestion de l'environnement (remporté par la Banque Populaire du Haut-Rhin, pour son programme de prêts spéciaux aux PME-PMI pour les investissements en faveur de l'environnement)
- 1993 : Honorée du Palmarès mondial des 500 (Global 500 Roll of Honour) par le PNUE (Programme des Nations Unies pour l'Environnement) pour ses contributions en faveur de l'environnement.
- 1994 : Prix de l’Initiative de la Fondation d’Entreprise du Crédit Coopératif
- 1998 : Fibre d’Or de l'École du Bois.